# 卷须

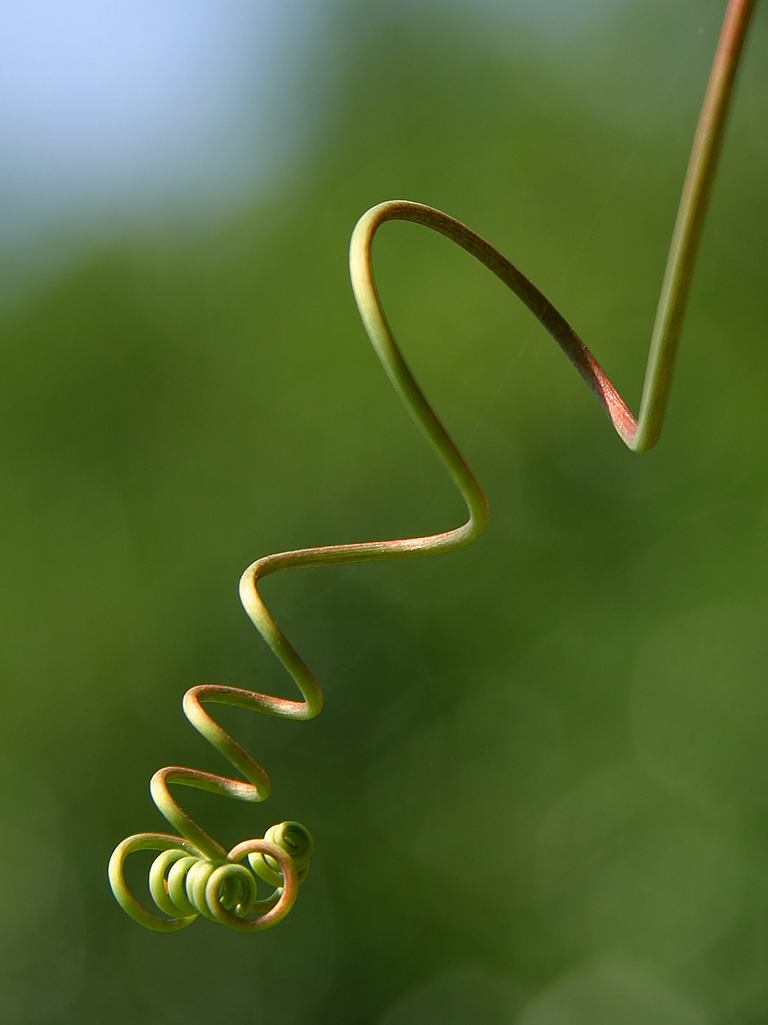
植物的卷须

捲鬚泛指部份攀綠植物上由葉或莖變形而成、有纏繞特性的器官。具有向触性反应。依据发育来源的不同，可分为茎卷须（如黄瓜和西瓜）、叶卷须（如豌豆）、叶柄卷须（如猪笼草）和花序卷须（如金鱼草和葡萄）。不同类型卷须的附着和缠绕机制都不相同。生长素和乙烯等植物激素对植物卷须的缠绕有很大作用。

## 解剖學概述
植物學定義中，捲鬚可能源自特化的莖、葉、葉柄或同時包含兩種以上部位，為線狀，攀緣植物用它來支撐和附著，在寄生植物如菟絲子以用來侵入宿主。捲鬚通過捲曲、纏繞或粘附來固定至合適的結構上。捲鬚的大小不一，哈里亞納豬籠草的捲鬚大小從幾厘米到27英寸（69厘米）不等，栗藤（Tetrastigma voinierianum）的捲鬚最長可達20.5英寸（52厘米）。大多數植物每個節上只有一根簡單或分枝的捲鬚，但土豚黃瓜（Cucumis humifructus）可以有多達八根。
在豌豆中，只有末端的小葉被修飾成捲鬚。在黃紫雲英（Lathyrus aphaca）等其他植物中，整個葉子被修飾成捲鬚，改由托葉變大並進行光合作用。還有一些使用複葉的軸作為捲鬚，例如鐵線蓮屬的成員。
豬籠草特化的捕蟲籠就是在捲鬚的末端形成的，若捲鬚的中段與物體接觸的時間夠長，它會捲曲在物體周圍，為攀爬的植株提供一個牢固的錨定。寄生植物菟絲子的捲鬚由空氣中的化學物質引導，並且只纏繞在合適的宿主周圍。

一個用捲鬚位置判斷植物所屬類群的口訣是「豆端、葡對、瓜側、 西腋、菝柄」：豆科是羽狀複葉末端的小葉特化，葡萄科是與葉對生的花序特化，葫蘆科的捲鬚與葉腋90度側生，西番蓮科是互生葉的腋芽特化，菝葜科是由葉柄上長出一對捲鬚。

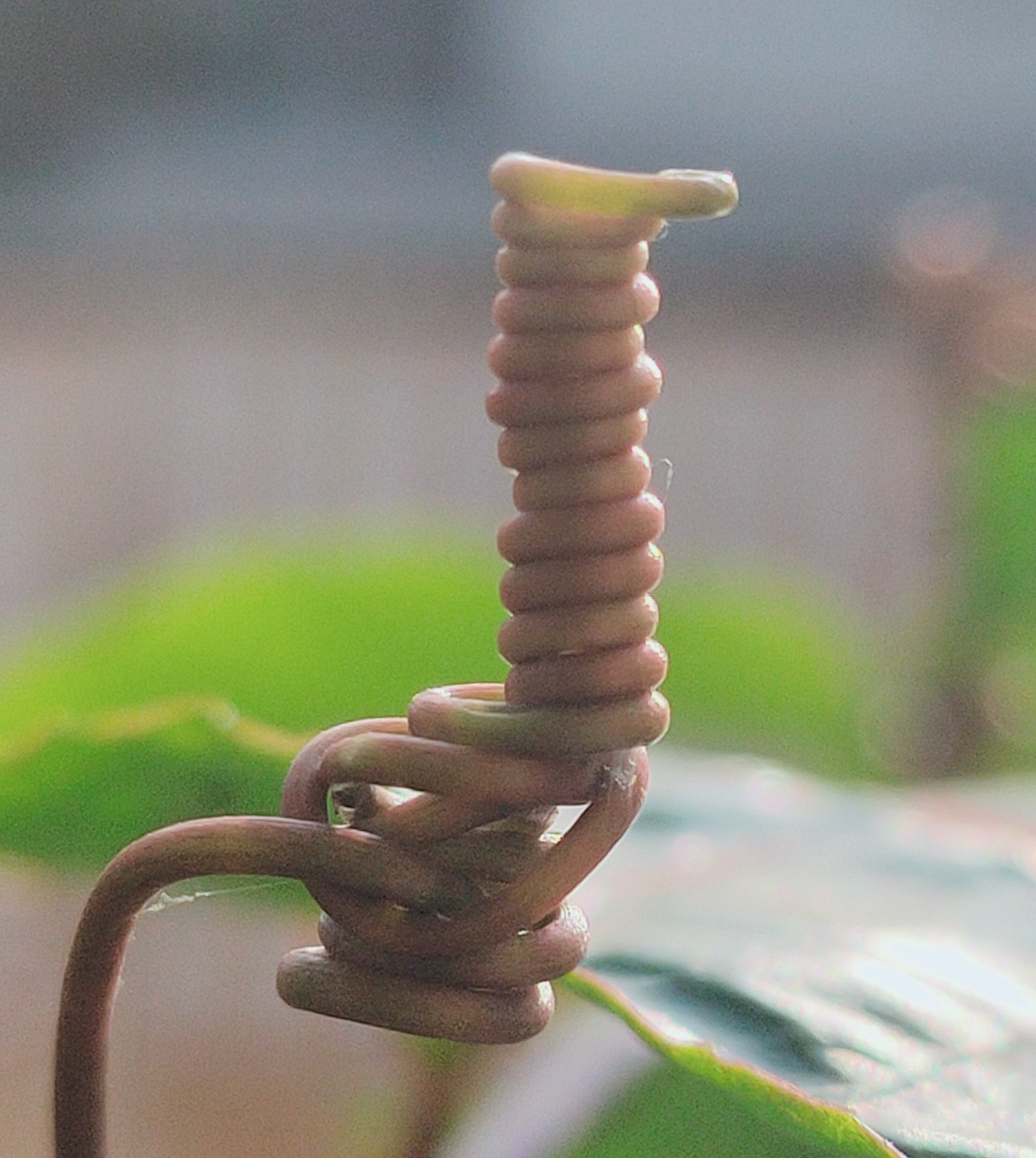
一種常見的攀緣植物的捲鬚

## 進化
透過攀爬，植物可以到達樹冠接收更多的陽光，研究發現演化出此能力的分類群有較高物種數量，顯示攀爬是一種成功的創新。
捲鬚是透過趨同演化而出現的植物器官，由莖、葉、花序等多種不同來源的結構演化而來。基於捲鬚發育的分子基礎，研究表明捲鬚的螺旋生長性能與個體發育起源無關，相反，存在多個個體發生起源。根據個體發育起源和生長模式，已鑑定出17種類型的捲鬚，並且每種類型的捲須在被子植物中都可以參與不止一次。
儘管被子植物、裸子植物和蕨類植物都有攀爬習性，但捲鬚通常只會在被子植物中出現，在蕨類植物中很少。

## 捲繞機制

### 轉頭運動
捲鬚捲繞的機制始於捲鬚的轉頭運動，捲鬚圍繞其軸以圓形振盪模式移動和生長。這是捲鬚的第一個主要運動，目的是讓捲鬚接觸到可以爬的東西。如果沒有找到可以抓附的目標，捲鬚將向著光源進行轉頭運動。在多次嘗試到達支撐結構後，捲鬚最終會掉到地上。值得注意的是，此轉頭運動並非捲鬚植物所獨有 ，幾乎所有植物都有此行為。

### 接觸後卷繞
向觸性是讓捲鬚開始捲繞的主要信號。例如，豌豆捲鬚在曝露的細胞壁表面具有高度敏感的細胞，這些細胞會啟動接觸信號，通常是鈣波。接觸信號誘導其他植物激素的信號級聯，最重要的是γ-氨基丁酸（GABA）和茉莉酸（JA）。在葡萄藤捲鬚中，GABA可以獨立促進捲鬚捲曲，JA可作為啟動捲鬚捲曲的激素信號。該級聯可以激活質膜上的質子通道，改變細胞膜內外的滲透壓，導致膨壓的改變；由於卷鬚內外側膨壓的不同，而產生捲曲反應。卷繞的發生也部份源自厚壁細胞的膠質木纖維（gelatinous fiber），在收到接觸信號後會收縮和木質化。

### 自我排斥
儘管捲鬚基於觸覺纏繞在宿主上，但一些攀綠植物已被發現能避免纏繞自己或同種植物上——這表明基於化學感受的趨化性。一旦捲鬚與鄰近的同種植物（同一物種）接觸，宿主植物釋放的信號分子就會與攀緣植物捲鬚上的化學感受器結合。這會產生一個信號，阻止觸變性通路，從而防止捲鬚纏繞在宿主週圍。
對攀緣植物烏蘞莓進行的研究發現，當兩株烏蘞莓接觸時，卷鬚不會纏繞在同種植物週圍。研究人員從烏蘞莓的葉子中分離出草酸鹽晶體塗在棒上，結果發現鳥蘞莓的捲鬚在接觸此棒子時不會捲曲，證實了攀緣植物使用化學信號進行自我辨別。
自我排斥可能賦予攀緣植物進化優勢，因為與更堅硬的物體相比，其他攀緣植物無法提供穩定的盤繞結構。此外，避免盤繞在同種植物週圍，可減少同類競爭，而獲得更多資源，從而實現更好的生長。

## 研究歷史
最早對捲鬚做較全面研究的是查爾斯·達爾文，在1865年出版了《論攀緣植物的運動和習性》。該著作創造了「轉頭運動」（circumnutation）一詞來描述生長中的莖和捲鬚尋求支撐的運動。達爾文還觀察到捲繞時會發生的捲鬚倒錯（tendril perversion）現象，即捲鬚的前後兩段是以相反的方向螺旋，中間會有一個連接點。

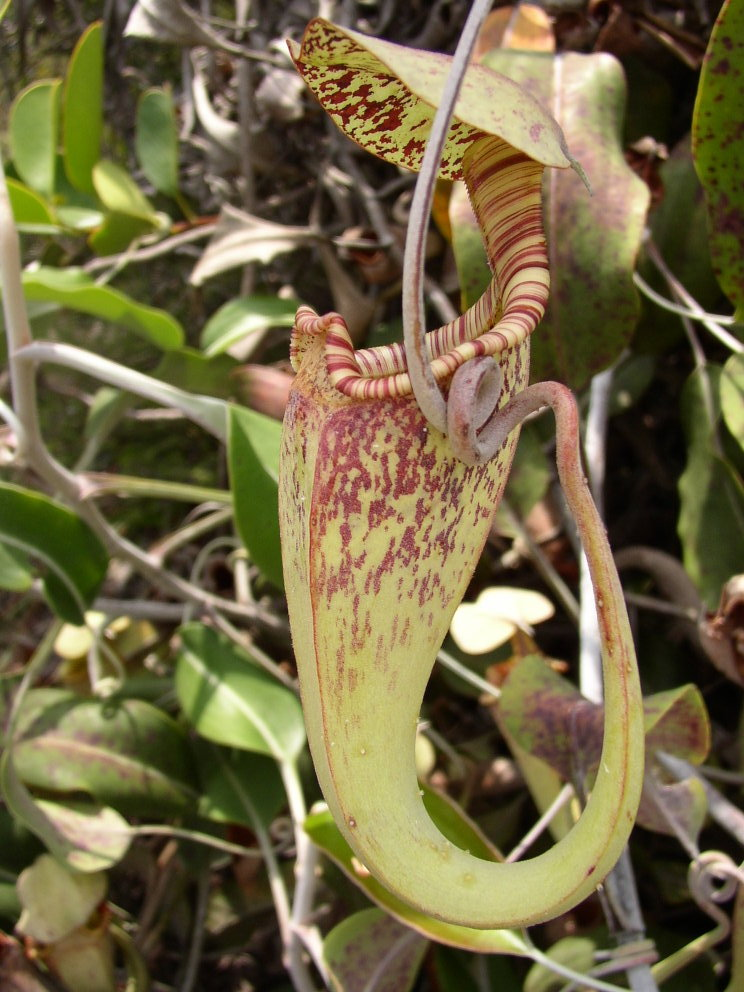
萊佛士豬籠草的上位籠有盤繞的捲鬚
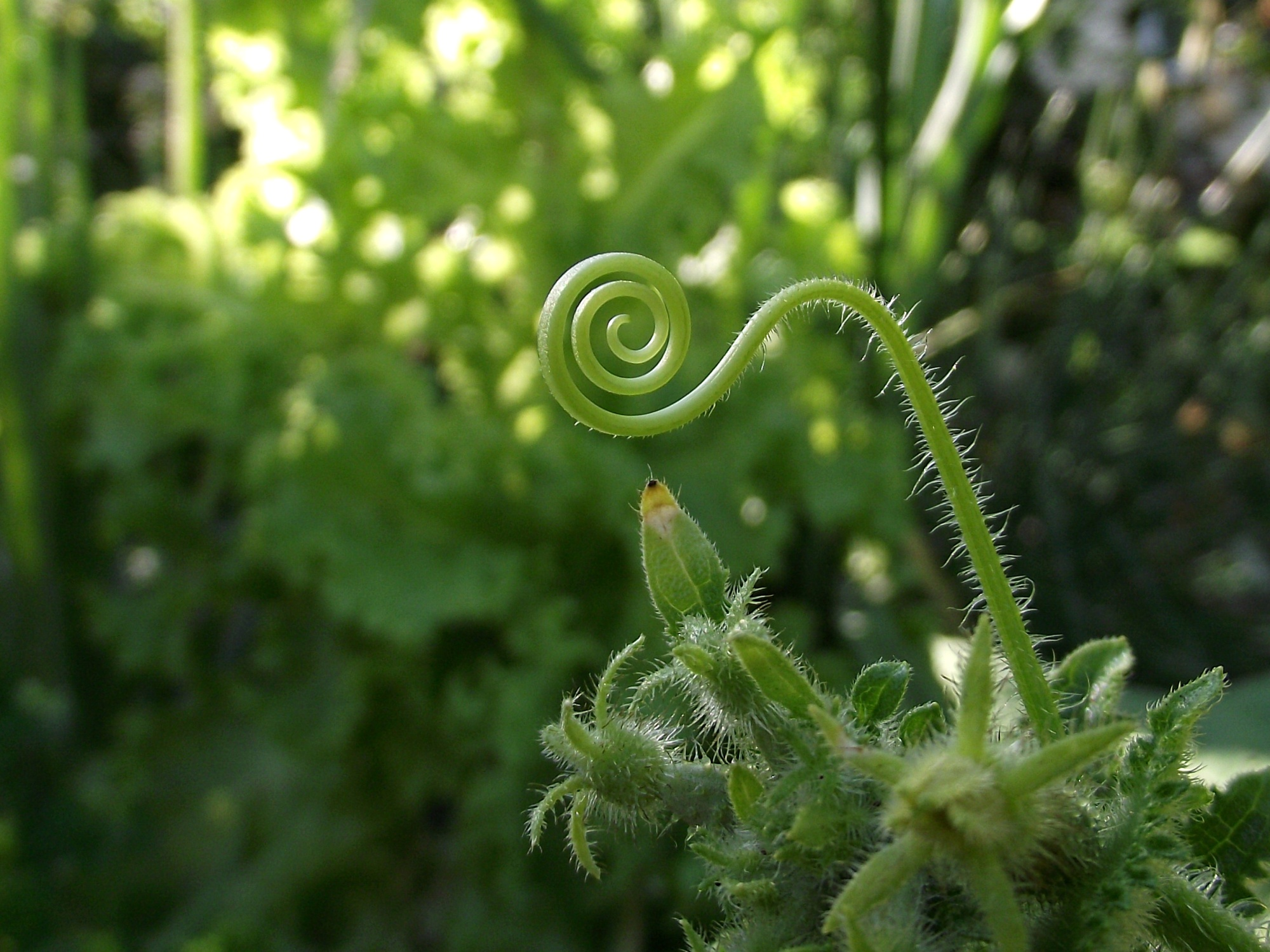
黃瓜捲鬚
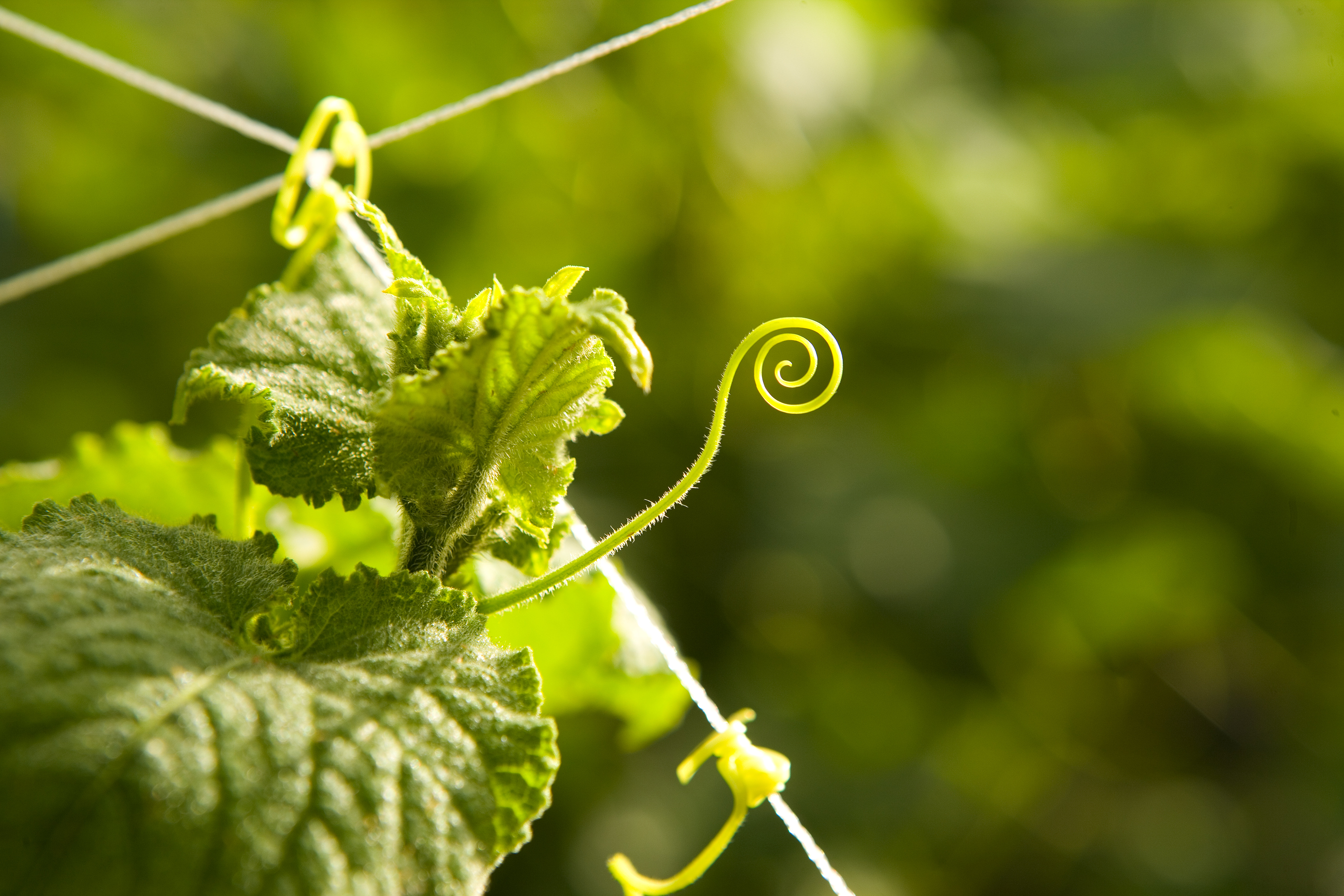
南瓜藤盤繞的捲鬚